# Maiki Hill

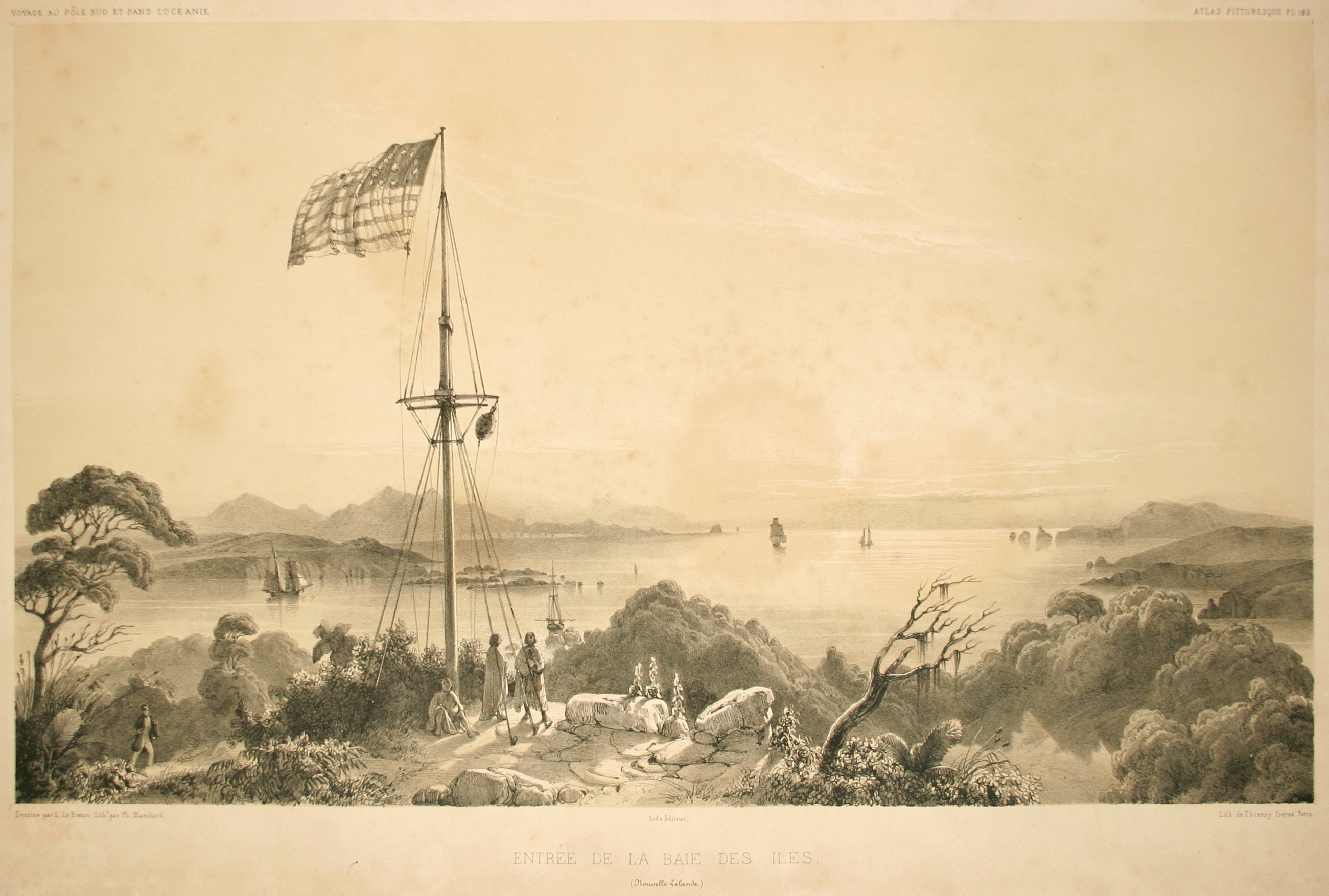
Darstellung des Hügels um 1840

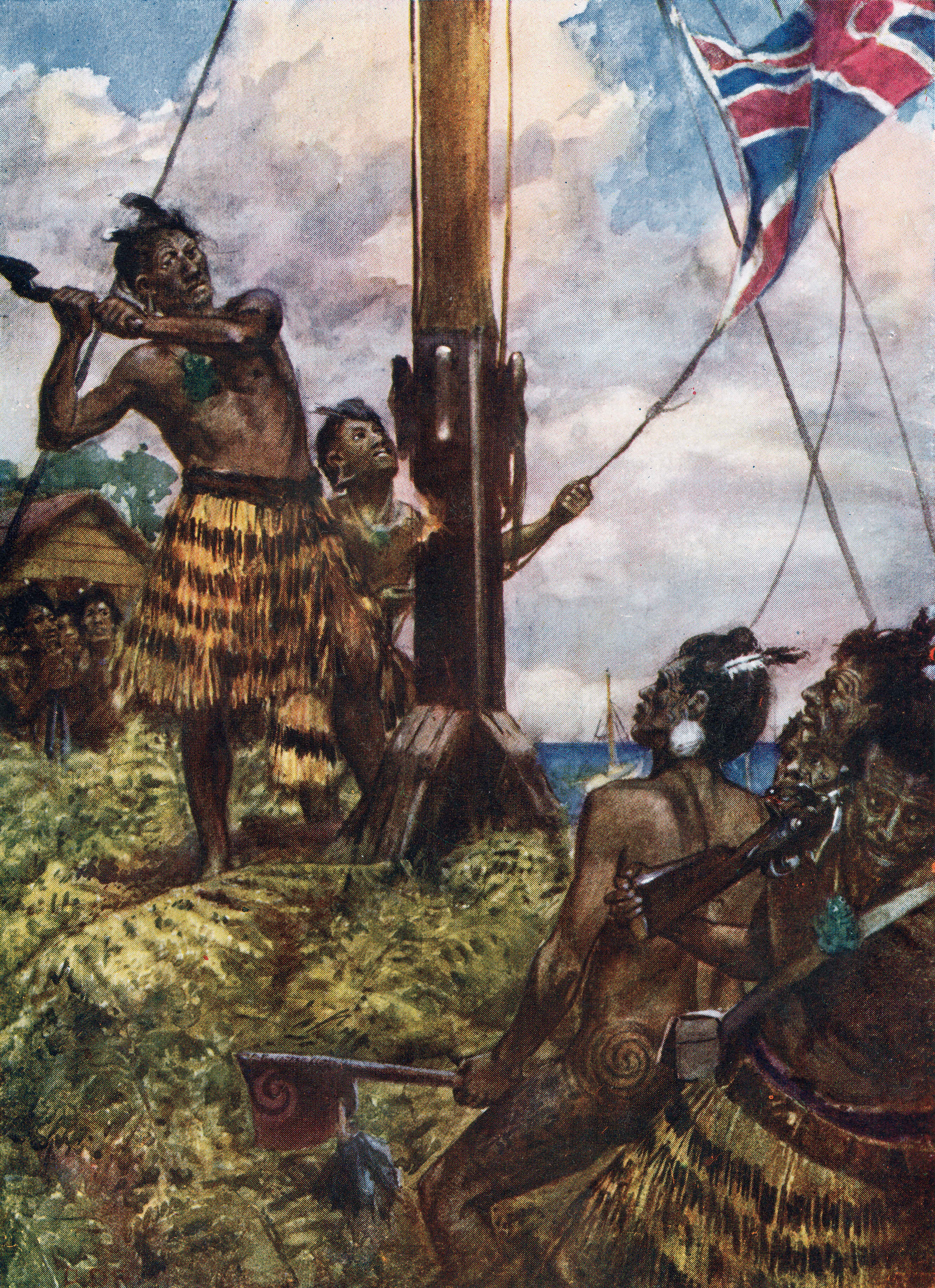
Hone Heke fällt den Flaggenmast in Kororareka. Gemälde von Arthur David McCormick.

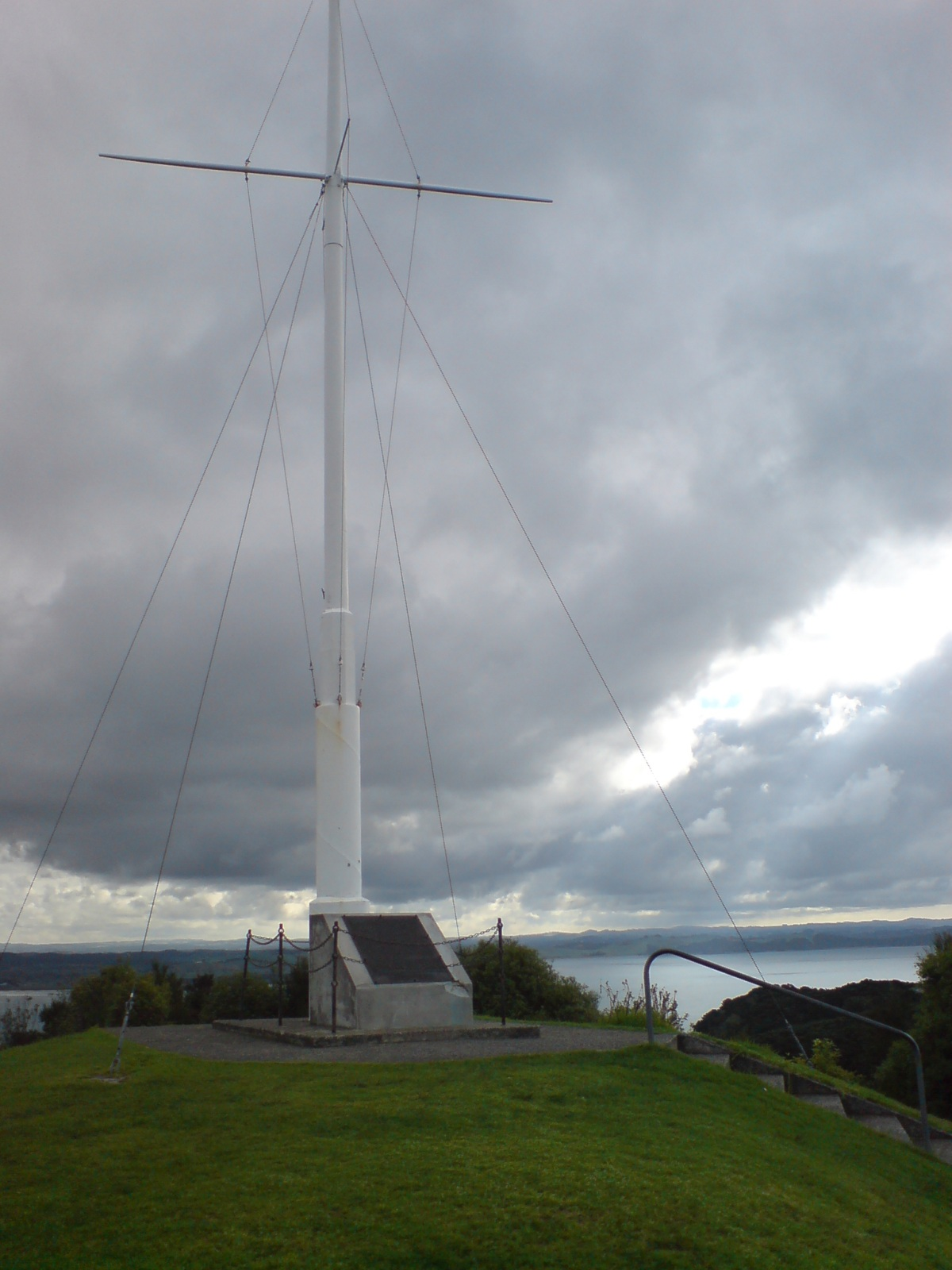
Der heute auf dem Hügel stehende, fünfte, Flaggenmast.

Der Maiki Hill, besser bekannt als Flagstaff Hill, ist ein 98 Meter hoher Hügel in der Region Northland auf der Nordinsel Neuseelands. Er liegt nördlich von Russell (früher Kororareka). Der Hügel ist Ziel für viele Touristen, die Russell besuchen. Es gibt Wanderwege auf den Hügel, der einen weiten Blick über die Bay of Islands bietet. Im Busch um den Hügel leben Kiwis.

## Rolle im Flagstaff War
Der Hügel ist für seine Rolle in der Frühphase des Flagstaff War bekannt, der ersten größeren Auseinandersetzung zwischen den Māori und Europäern. Māori vom Iwi der Ngāpuhi standen der britischen Kolonialmacht, europäischen Siedlern (Pākehā) und verbündeten Māori gegenüber.
Auf dem Hügel befand sich ein Flaggenmast der britischen Kolonialmacht, auf dem der Union Jack gehisst war. Dieser Mast wurde im Verlauf der kriegerischen Auseinandersetzungen viermal von den Māori gefällt: am 8. Juli 1844 von Te Haratua, am 10. Januar 1845 von Hone Heke, in der Nacht vom 18. auf den 19. Januar 1845 erneut von Hone Heke und das letzte Mal am 11. April 1845. Die Briten errichteten den Flaggenmast nach Ende des Krieges nicht erneut.

## Heutiger Flaggenmast
Der heutige Flaggenmast wurde im Januar 1858 auf Initiative von Te Ruki Kawitis Sohn Maihi Paraone Kawiti errichtet. Die Flagge auf ihm wurde „Whakakotahitanga“ getauft („eine Einheit mit der Königin sein“). Als weiterer symbolischer Akt wurden für Vorbereitung und Errichtung des Mastes 400 Ngāpuhi-Krieger aus der Streitmacht der „Rebellen“ ausgewählt, die im Flagstaff War mitgekämpft hatten. Die Ngāpuhi des Hapū von Tāmati Wāka Nene, der im Krieg mit den Briten alliiert gewesen war, durften die Errichtung beobachten, jedoch nicht an ihr teilnehmen. Die Wiedererrichtung des Flaggenmastes wurde von Maihi Paraone Kawiti als freiwilliger Akt der Ngāpuhi bezeichnet, die ihn 1845 gefällt hatten. Sie würden niemand Anderem erlauben, dabei mitzuhelfen.